# Reiterbildnis
Ein Reiterbildnis, im engeren Sinne auch Reiterporträt, ist eine spezielle Gattung eines Porträts, das eine reale oder idealisierte Person auf dem Rücken eines Pferdes darstellt. Da Pferde von alters her als Attribute und Statussymbole des Adels galten, spielt diese Art der Abbildung insbesondere beim Herrscherbild eine wichtige Rolle. Innerhalb der bildenden Künste ist das Reiterporträt als Genre in engem Zusammenhang mit dem Reiterstandbild zu sehen. Während das Reiterstandbild in Form einer Plastik oder Skulptur meist im öffentlichen Raum steht, kann das Reiterbildnis auch in der Form eines Gemäldes, einer Grafik, eines Mosaiks, eines Reliefs, einer Zeichnung oder Fotografie ausgeführt sein.

## Altertum

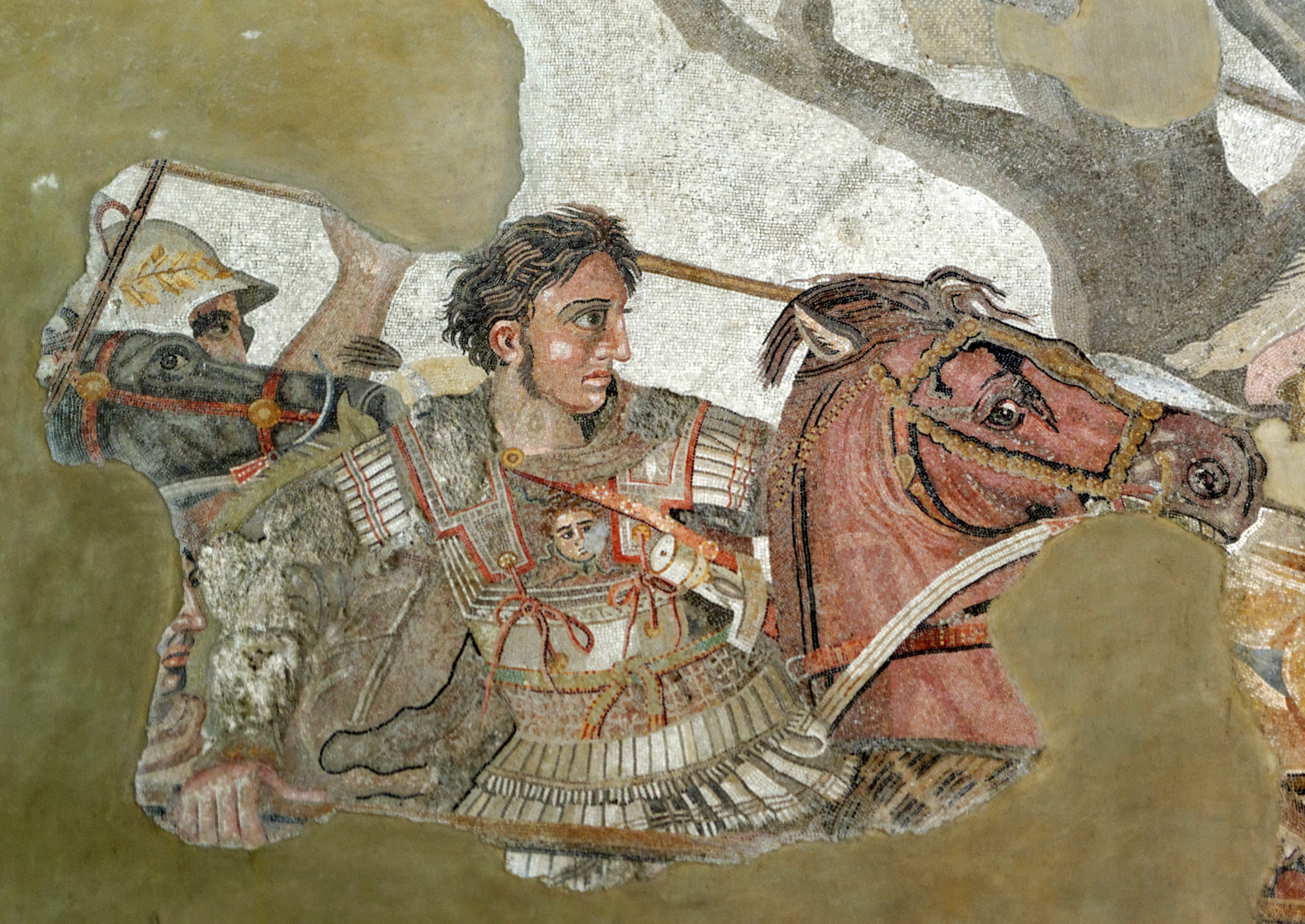
Alexander im Schlachtgetümmel, Detail der berühmten „Alexanderschlacht“ (Mosaik, Pompeji, ca. 150–100 v. Chr., wohl nach einer Vorlage aus dem 4. Jahrhundert)

Schon aus dem Altertum sind Darstellungen von Reiterfiguren bekannt. Bei den alten Kulturen in Mesopotamien und
Ägyptern erscheinen die Herrscher jedoch meist nicht als Reiter, sondern häufig im Streitwagen. In der Zeit des Hellenismus und des Römischen Reichs erlebte das Reiterbildnis eine hohe Blüte, wobei es in der Form von Gemälden praktisch kaum erhalten ist. Alexander der Große kann als Prototyp gelten, dem diese Form der Darstellung gewidmet war. Im Alexandermosaik aus Pompeji ist ein Reiterbildnis Alexanders des Großen überliefert, das vermutlich auf die Originalvorlage eines Gemäldes von Philoxenos von Eretria aus dem 4. Jahrhundert v. Chr. zurückgeht.

## Mittelalter

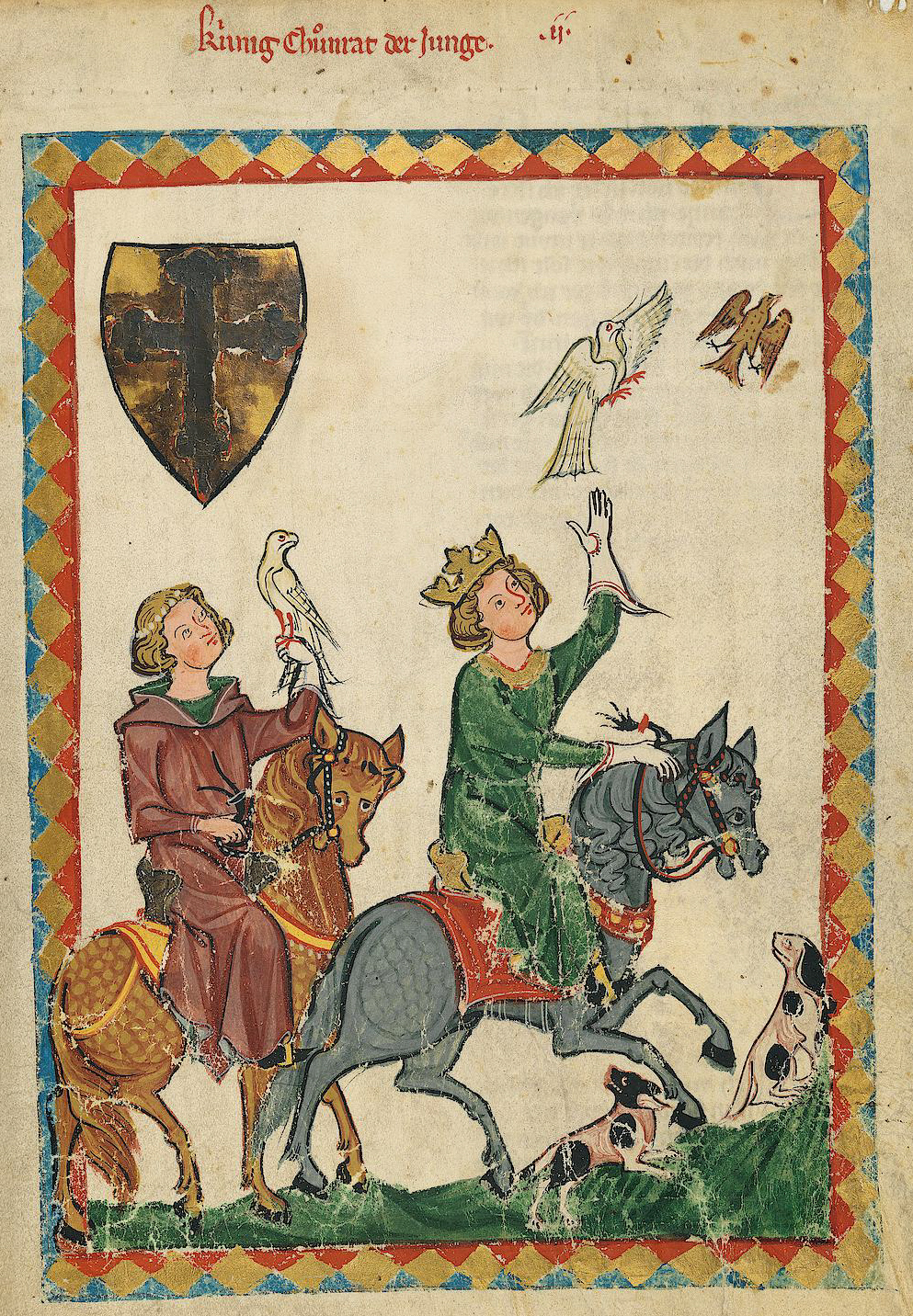
König Konradin, der Enkel Friedrichs II., lässt bei der Beizjagd mit seinem Freund Friedrich, Markgraf von Baden, einen Falken steigen. Codex Manesse, Universitätsbibliothek Heidelberg, Codex Pal. Germ. 848, fol. 7r.

Obwohl das Mittelalter zum Zeitalter der Ritter wurde, spielte das Reiterbildnis als individuelles Porträt keine große Rolle, da die Porträtkunst im Mittelalter generell einen Niedergang erlebte. Ganz verschwunden ist diese Form der Darstellung jedoch nie, wie die erhaltene Plastik der Reiterstatuette Karls des Großen zeigt.
In einem der bemerkenswertesten Bilddenkmäler des Hochmittelalters, dem Teppich von Bayeux, ist Wilhelm der Eroberer in einer Szene als Reiter mit einem Falken zu sehen. Auch in der Buchmalerei des Mittelalters tauchen Reiterbildnisse auf, denen jedoch meist der Charakter eines Porträts im engeren Sinne fehlt. Berühmte Beispiele dieser Art sind etwa im Codex Manesse überliefert.
Mittelalterliche und frühneuzeitliche Reiterbildnisse hatten neben Herrschern insbesondere auch den drachentötenden Heiligen Georg und den Heiligen Martin von Tours, als er seinen Mantel teilte, zum Gegenstand. Auch im Zug der Heiligen Drei Könige blieb das Reiterbildnis während des Mittelalters stets präfiguriert.

## Renaissance
Erst mit der Renaissance entstand jedoch der eigentliche Typ des Reiterbildnisses, der in vielen Formen als Gemälde auf Leinwand ausgeführt wurde. Als ikonographische Vorlage gilt die  Reiterstatue Mark Aurels, die im Mittelalter für ein Abbild Konstantins des Großen gehalten wurde. Als Gemälde erscheint das Reiterbildnis bereits im 15. Jahrhundert mit Fresken im Dom von Florenz, die als Imitation von Skulpturen gemalt sind, darunter Paolo Uccellos Reiterbild des Giovanni Acuto von 1436. Tizians Bildnis von Kaiser Karl V. nach der Schlacht bei Mühlberg aus dem Jahre 1547 ist sicher eines der wichtigsten in diesem Zusammenhang zu nennenden Reiterbildnisse der Renaissance. Mit diesem Gemälde begründete Tizian einen Typus, den der Barockmaler Rubens wieder aufgriff, wie etwa mit dem Bildnis des Herzogs von Lerma (1603) oder dem Porträt des Kardinalinfanten Ferdinand von Spanien (um 1634). Mit dem Gemälde Sankt Martin und der Bettler verknüpft El Greco die mittelalterliche Legende mit den ausdrucksstarken Mitteln des Manierismus zu einem Reiterbildnis, das wiederum eine christliche Botschaft transportiert.

## Maler von Reiterbildnissen vom Barock bis zum Historismus
Weitere zum Teil herausragende Vertreter der Malerei, die berühmte Reiterbildnisse anfertigten, waren Gaspar de Crayer, Massimo Stanzione (ca. 1590 – ca. 1650), Anthonis van Dyck (1599–1641), Diego Velázquez (1599–1660), Charles Le Brun (1619–1690), Jan Frans van Douven (1656–1727), Giuseppe Castiglione (1688–1766), Francesco Liani (ca. 1712 – ca. 1780), Vigilius Eriksen (1722–1782), Francisco de Goya (1746–1828), Jacques-Louis David (1748–1825), Antoine-Jean Gros (1771–1835), Théodore Géricault (1791–1824), Théodore Chassériau (1819–1856), Alfred Dedreux (1810–1860) und Ernest Meissonier (1815–1891).

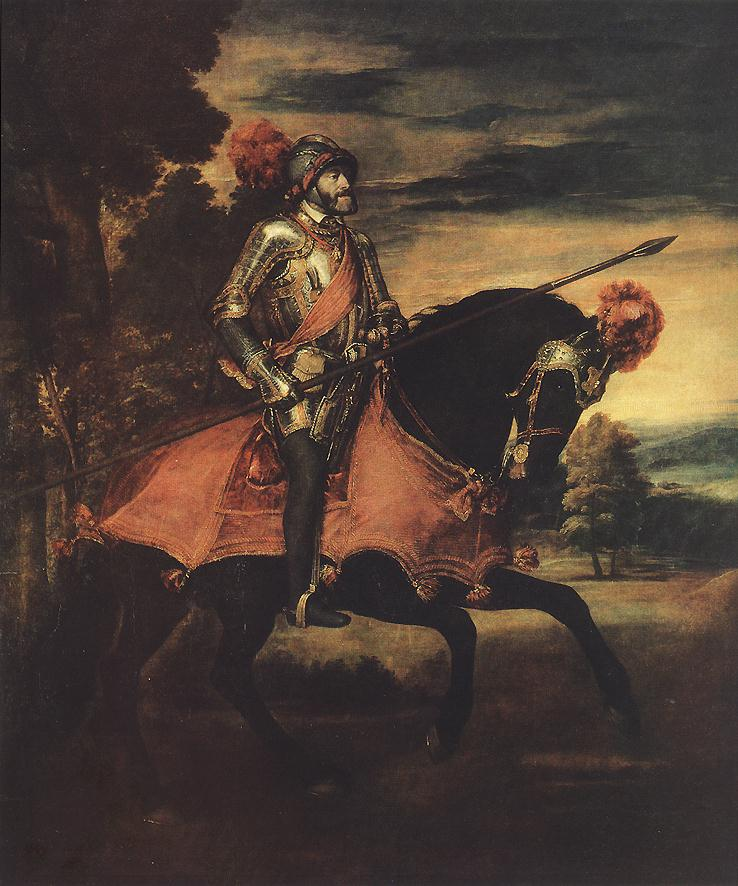
Kaiser Karl V. nach der Schlacht bei Mühlberg, Ölgemälde von Tizian, 1548, Museo del Prado, Madrid
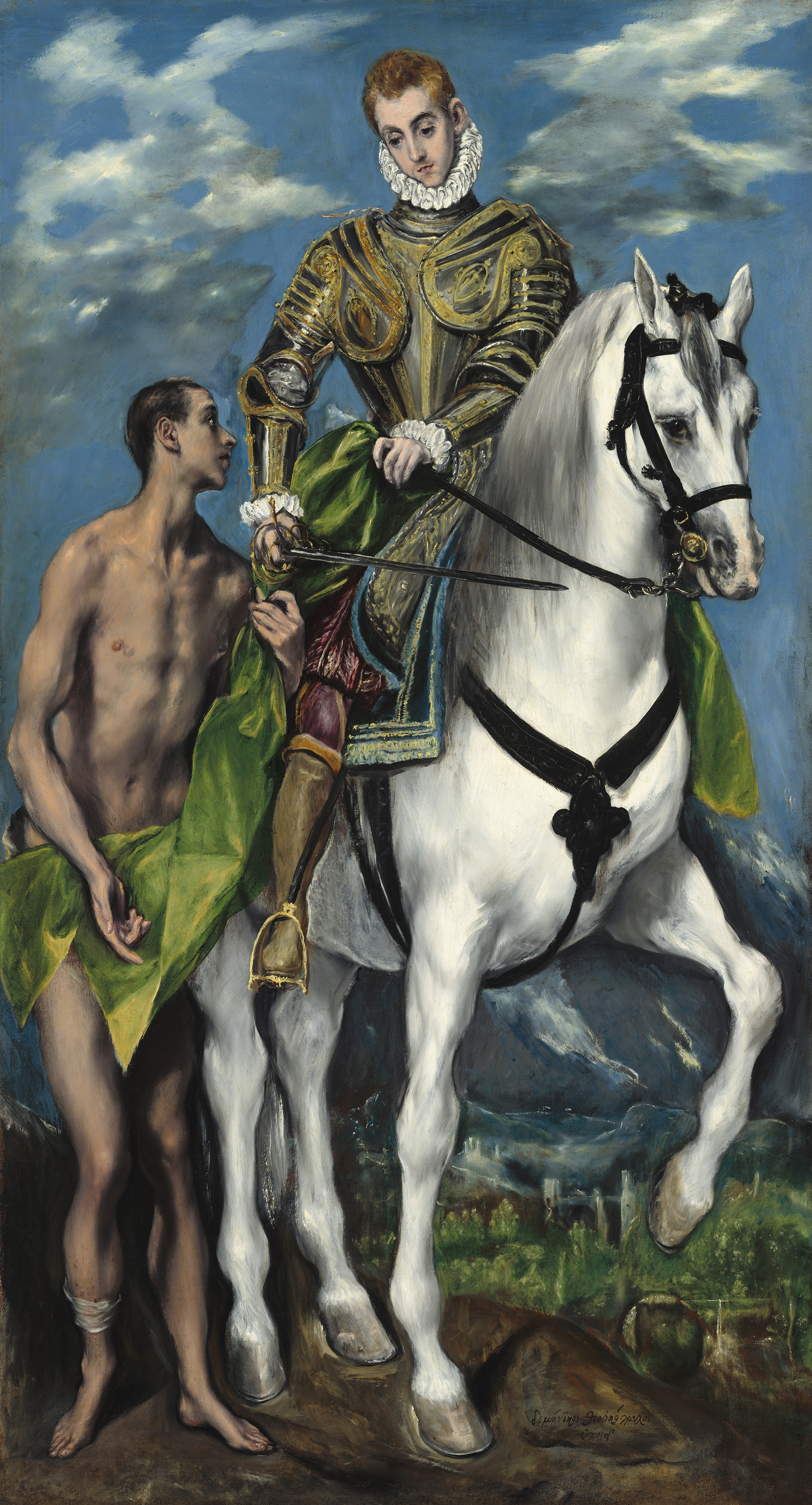
Sankt Martin und der Bettler, Gemälde von El Greco, 1599, National Gallery of Art, Washington
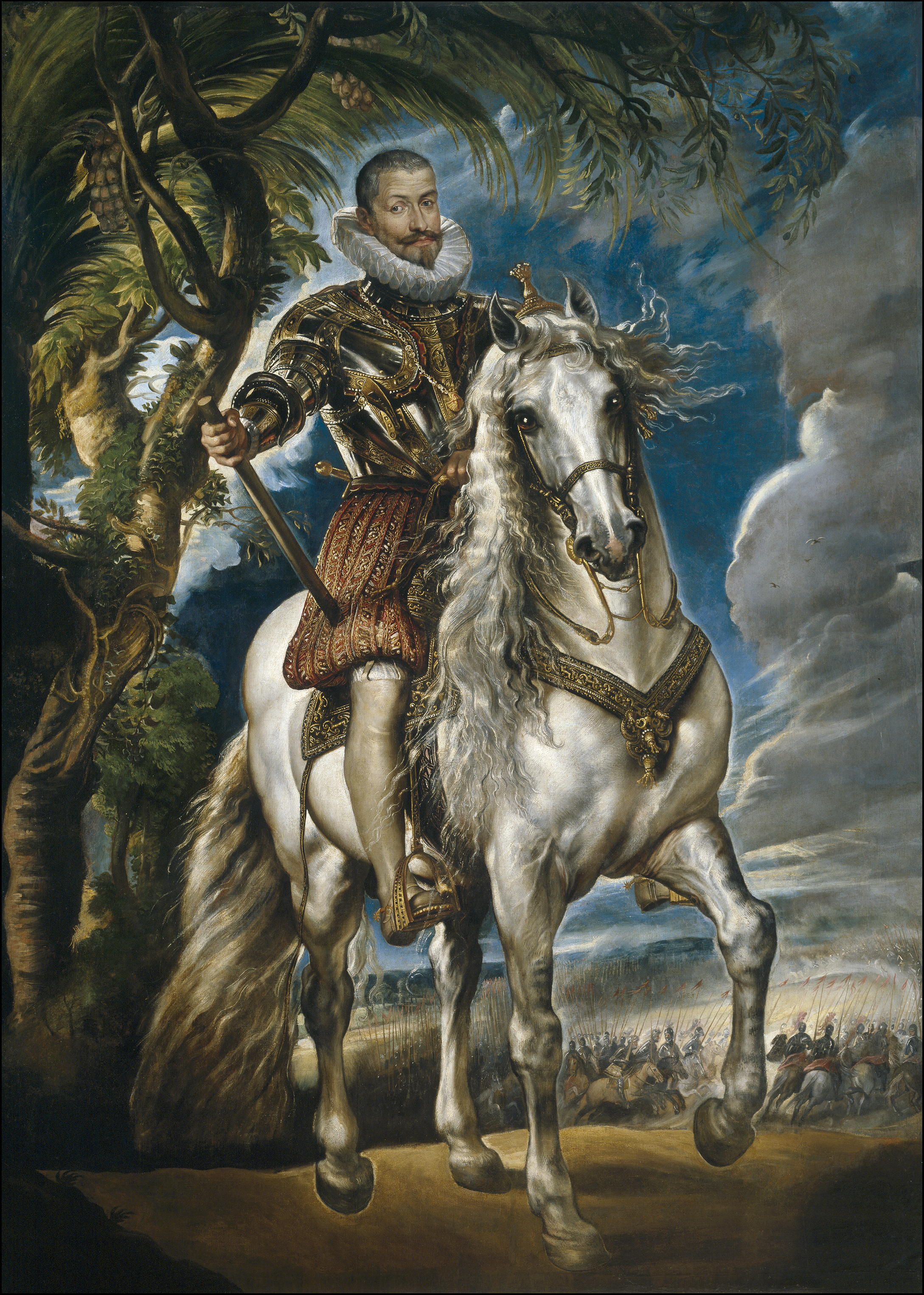
Reiterporträt Francisco Goméz de Sandoval y Rojas, Herzog von Lerma, Ölgemälde von Peter Paul Rubens, 1603, Museo del Prado
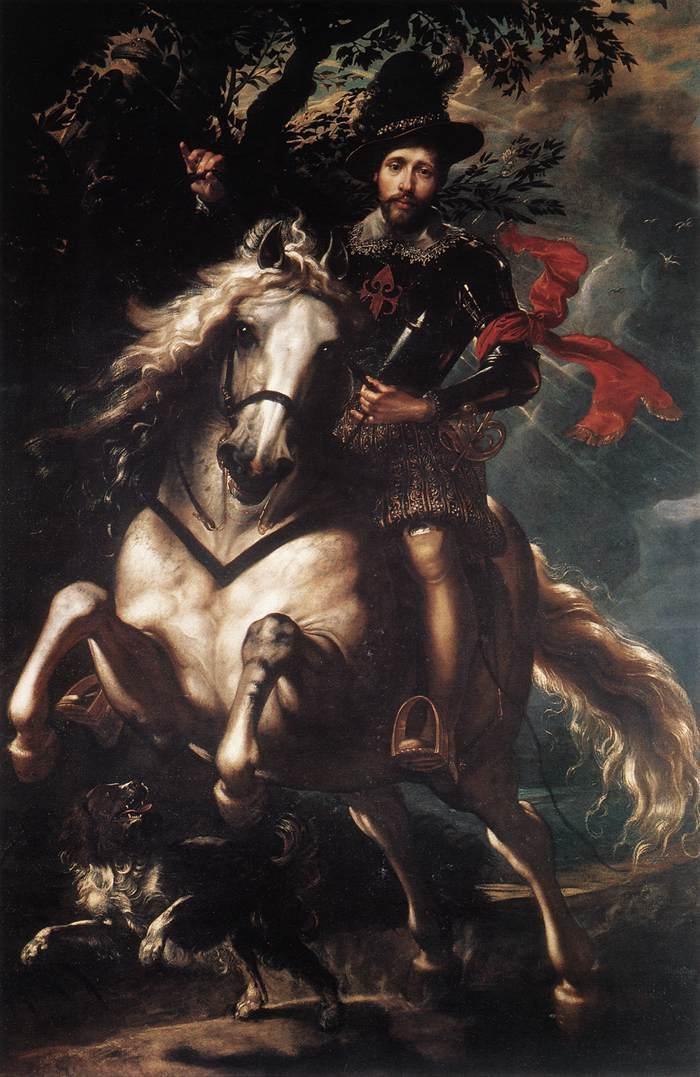
Giovanni Carlo Doria, Gemälde von Peter Paul Rubens 1606, Palazzo Spinola, Genua
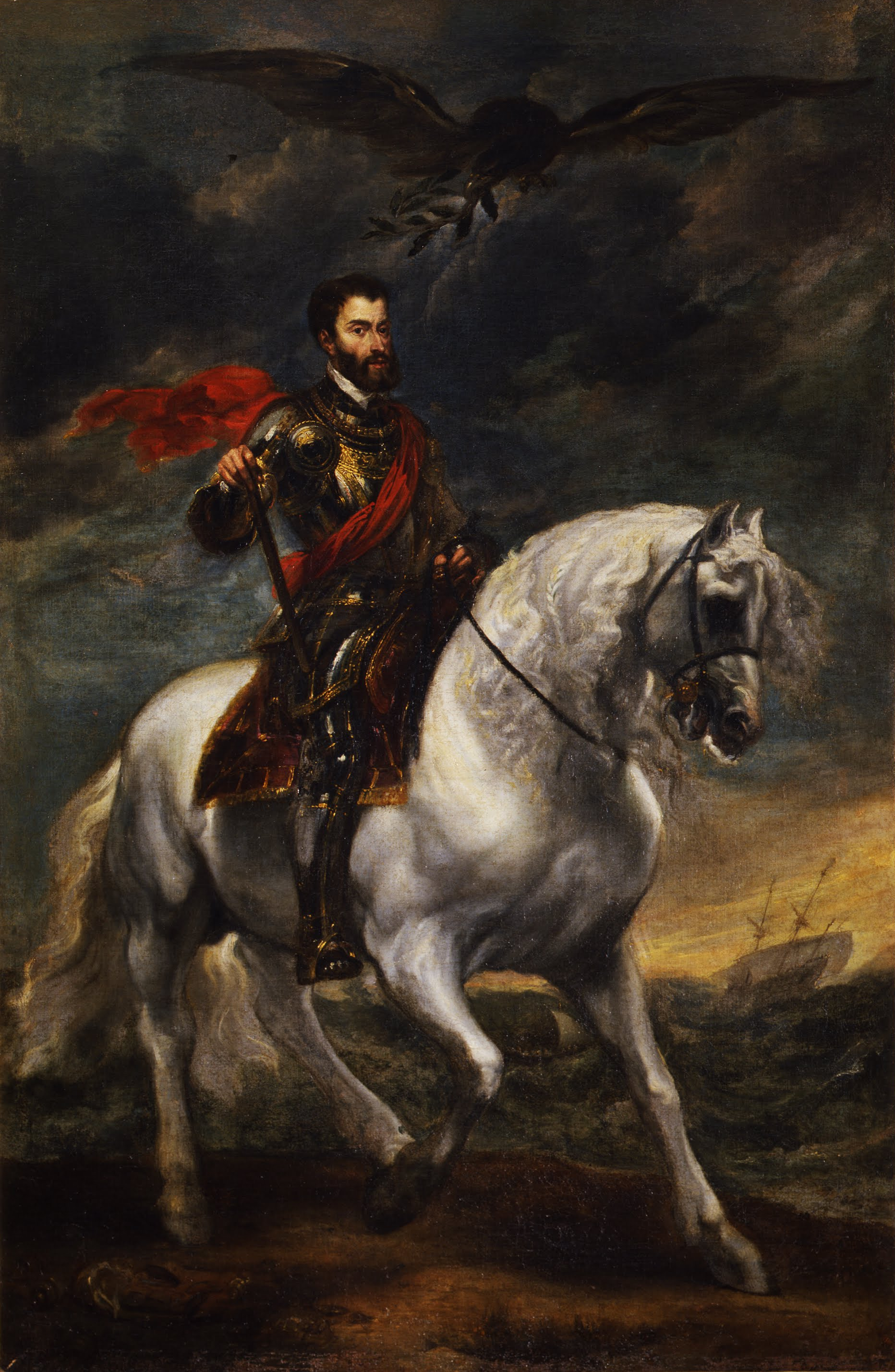
Kaiser Karl V., Gemälde von Anthonis van Dyck, 1620, Uffizien, Florenz
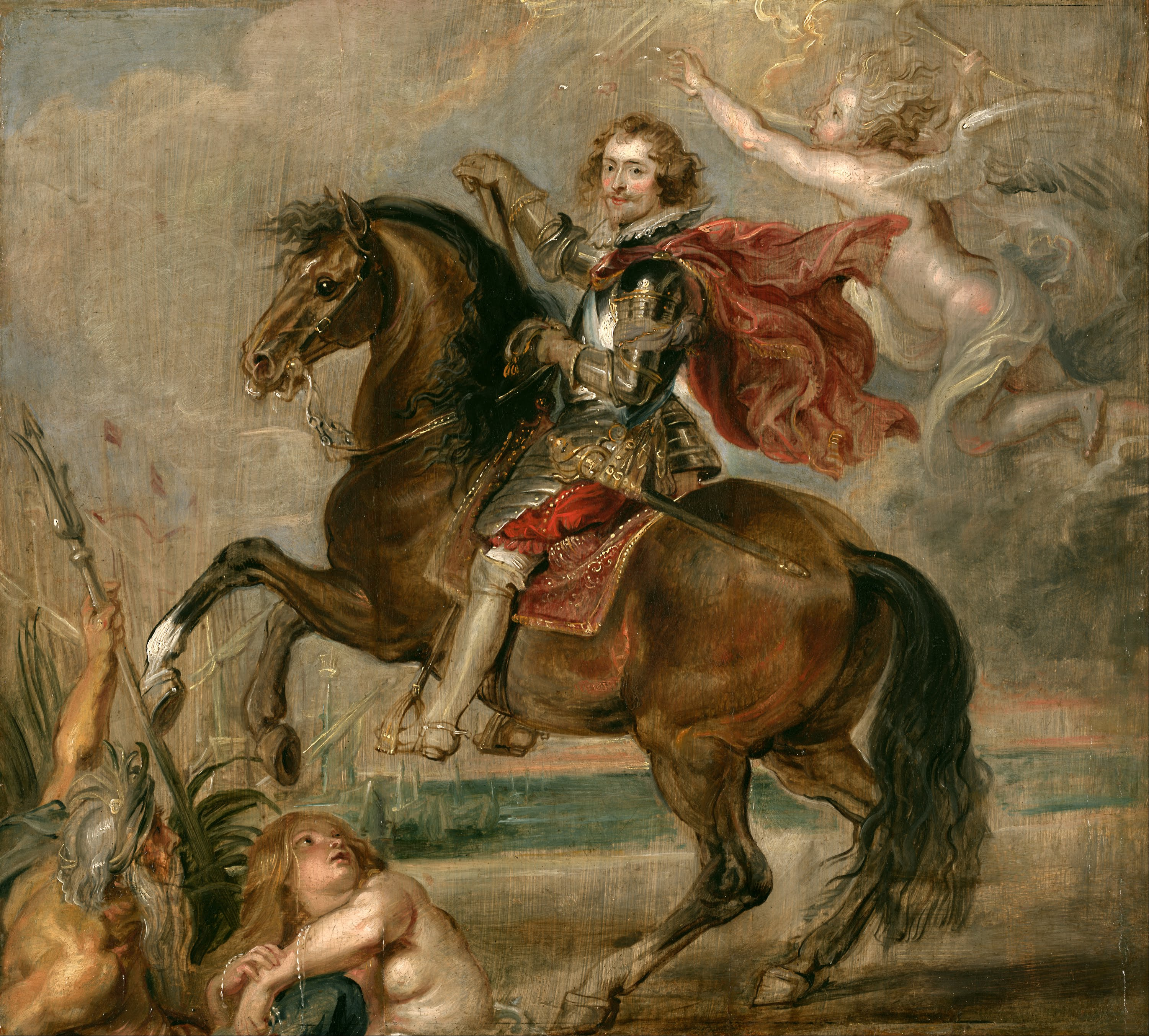
Herzog von Buckingham, Öl auf Holz, Peter Paul Rubens, 1625, Kimbell Art Museum, Fort Worth, Texas
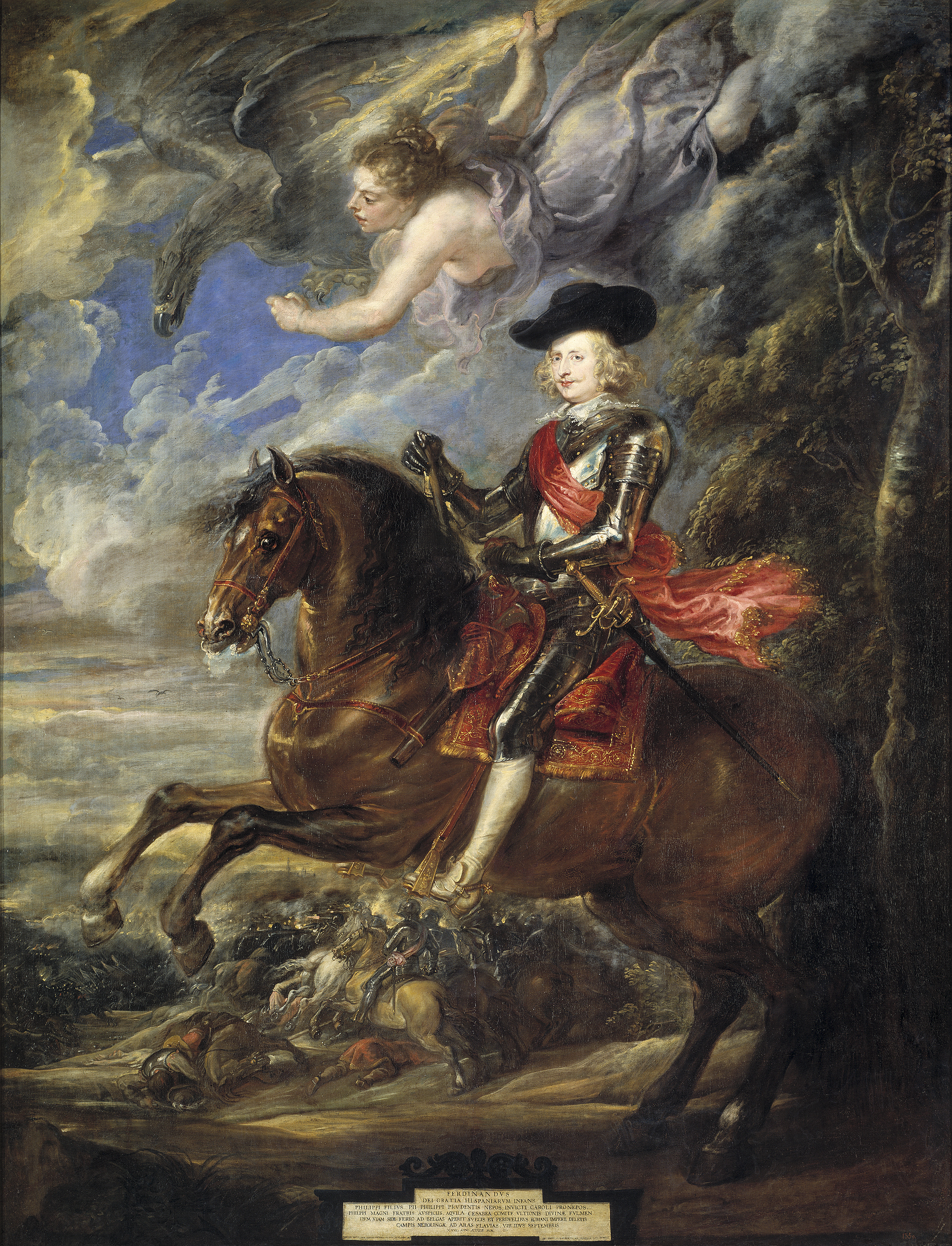
Kardinalinfant Ferdinand von Spanien in der Schlacht von Nördlingen, Gemälde von Peter Paul Rubens, Museo del Prado
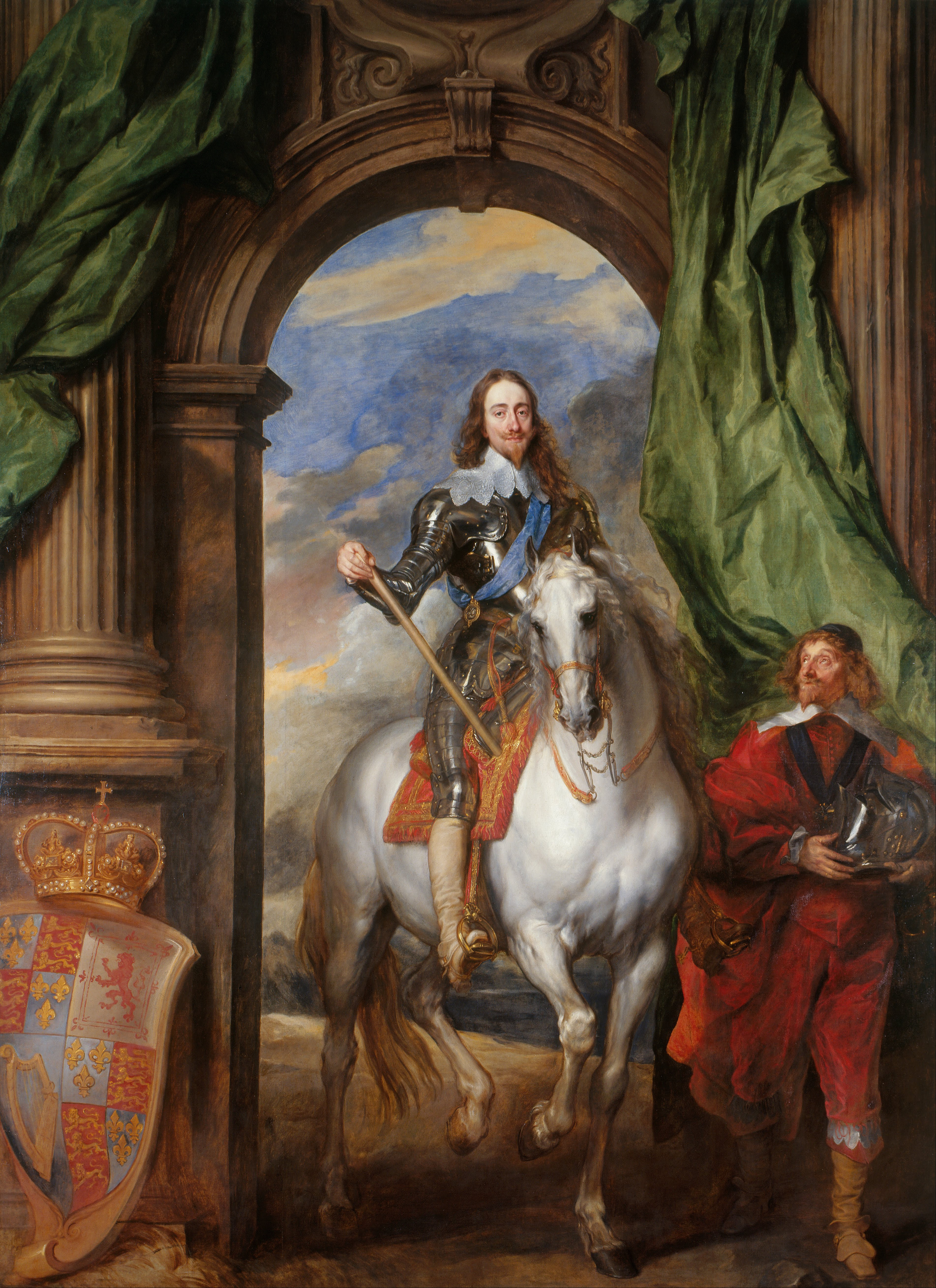
Karl I. mit M. de St. Antoine, Gemälde von Anthonis van Dyck, 1633, Windsor Castle
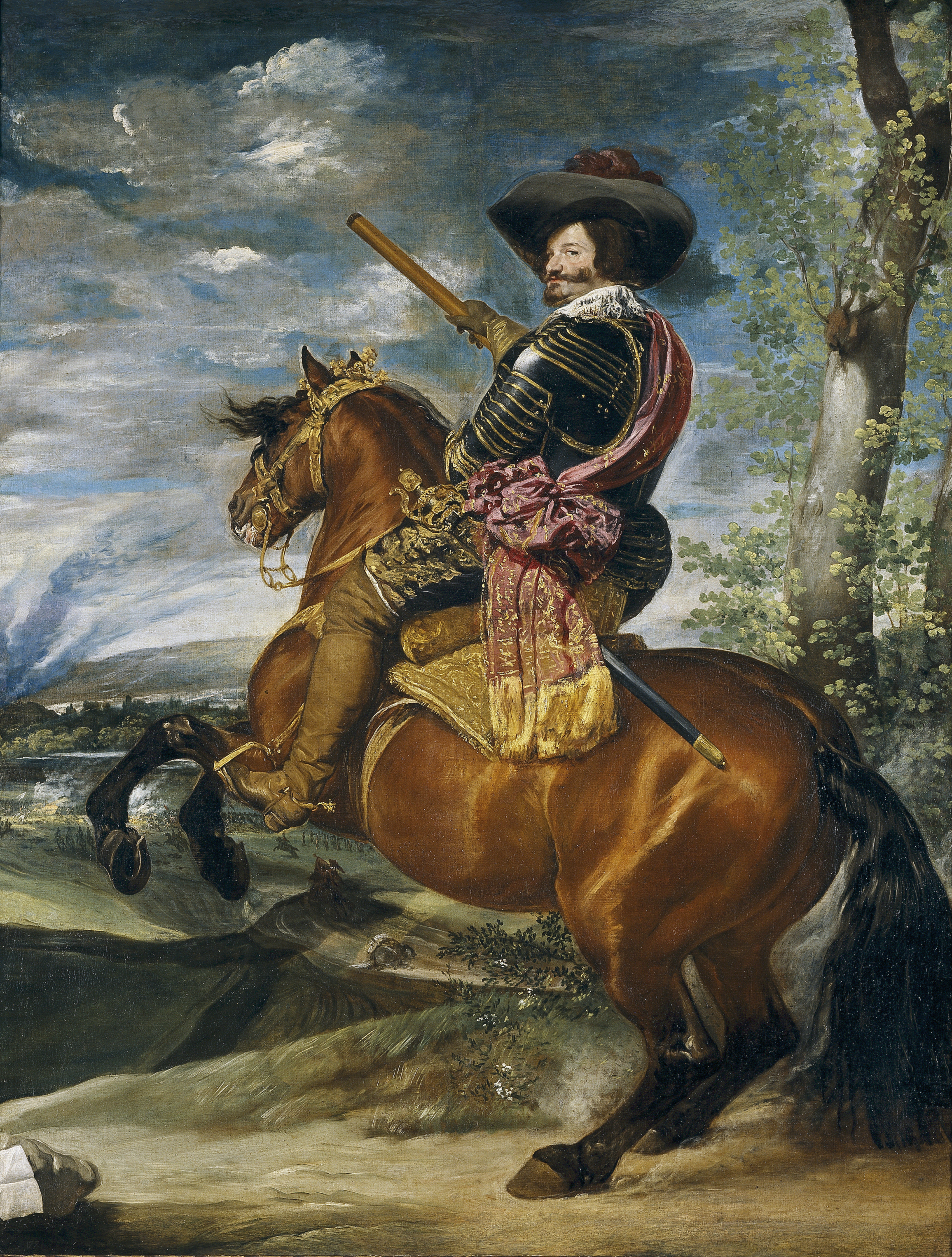
Conde Duque de Olivares zu Pferde, Ölgemälde von Diego Velázquez, 1634, Museo del Prado
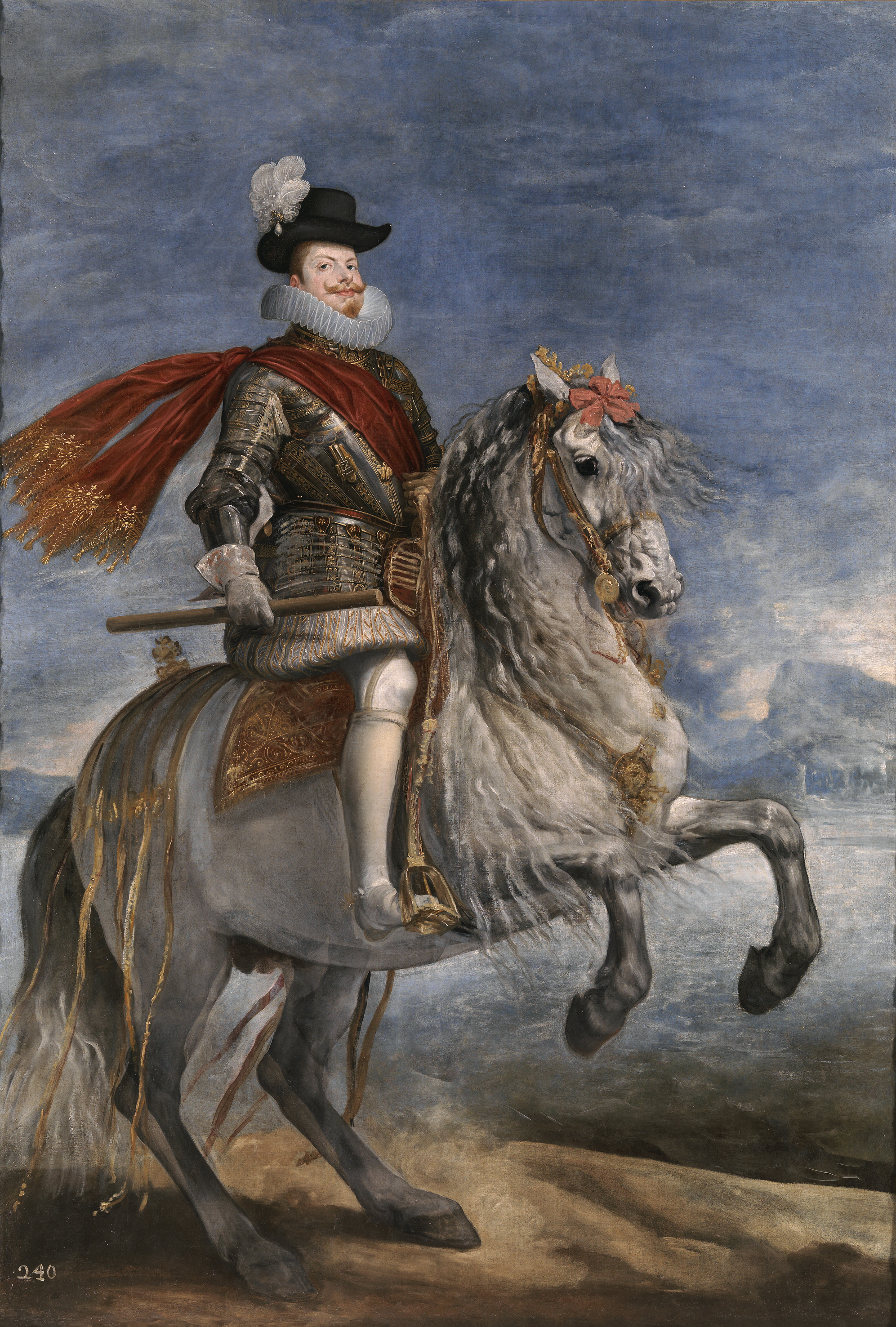
König Philipp III. von Spanien, Ölgemälde von Diego Velázquez, 1635, Museo del Prado
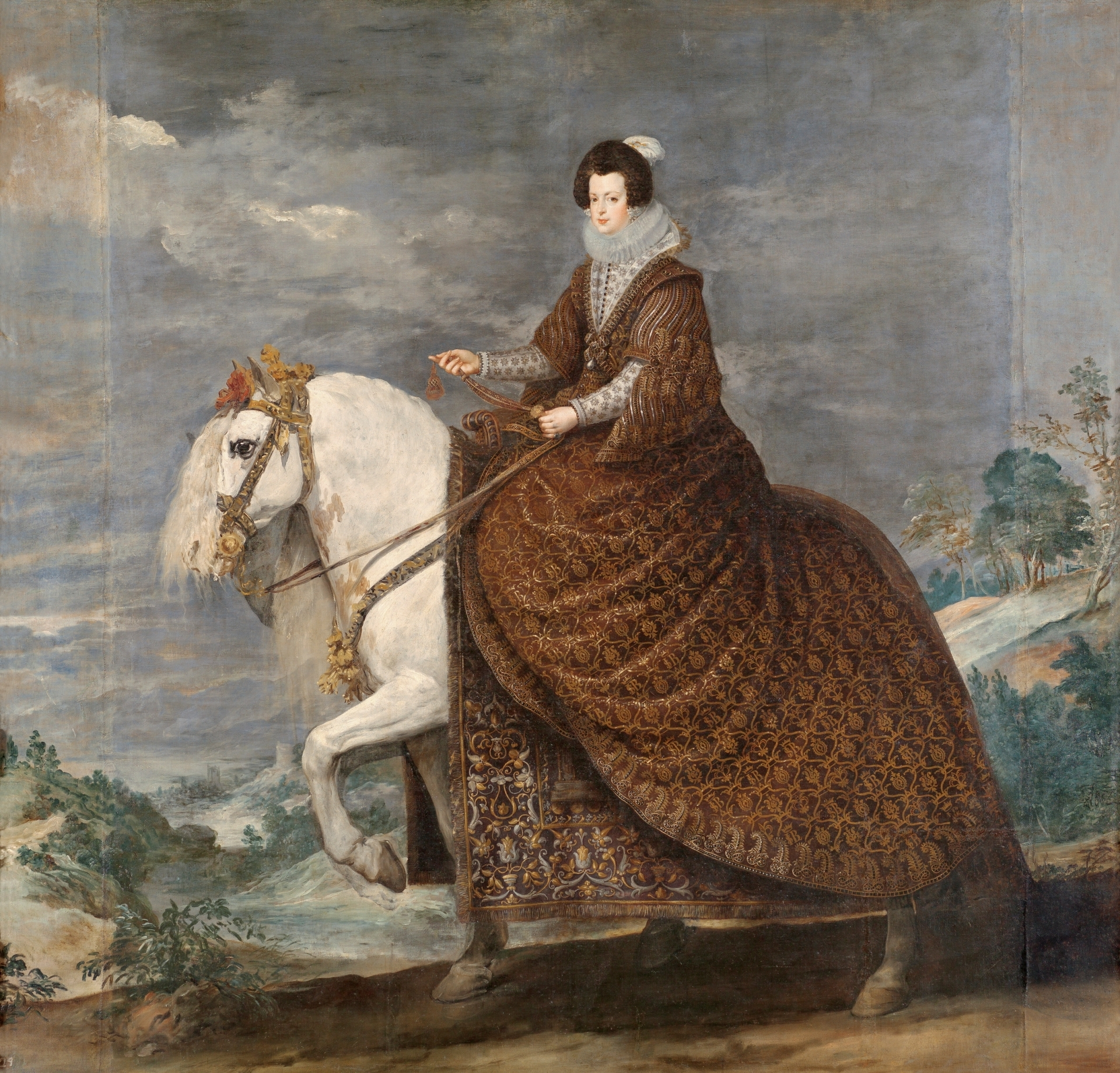
Königin Isabella zu Pferde, Ölgemälde von Diego Velázquez, 1635, Museo del Prado
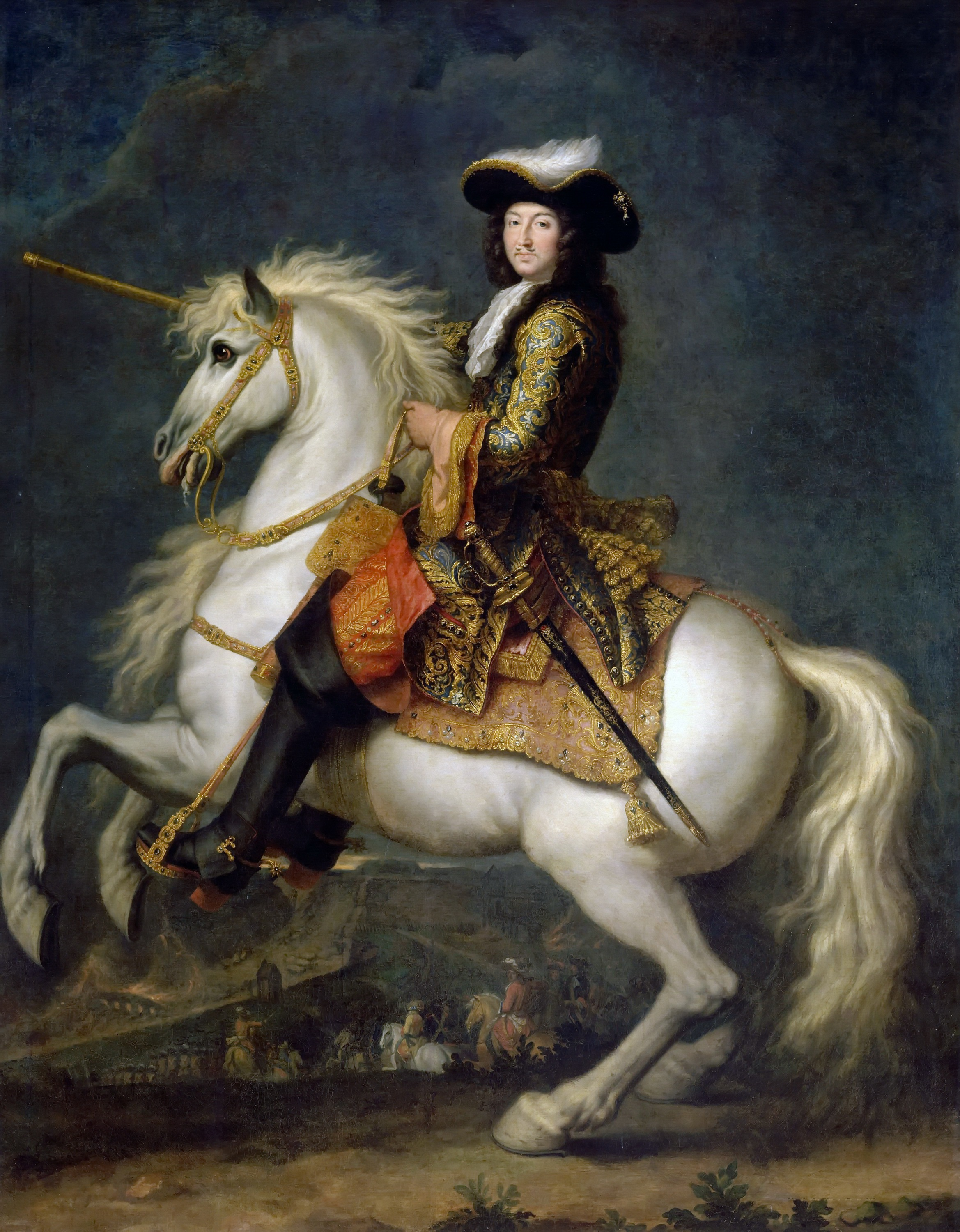
Reiterporträt Ludwigs XIV., Ölgemälde von René-Antoine Houasse, circa 1674, Schloss Versailles
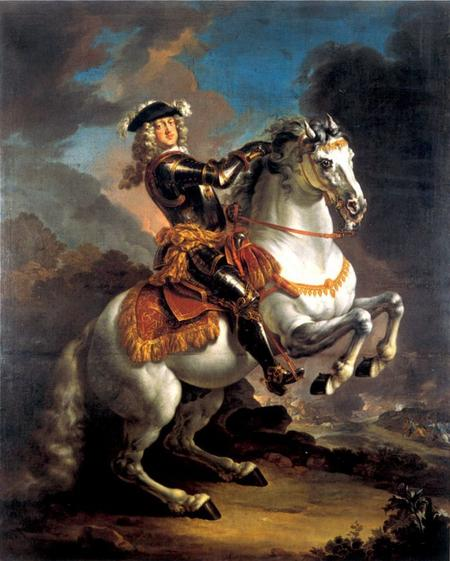
Kurfürst Johann Wilhelm von der Pfalz, Jan Frans van Douven, 1703, Museum Kunstpalast Düsseldorf
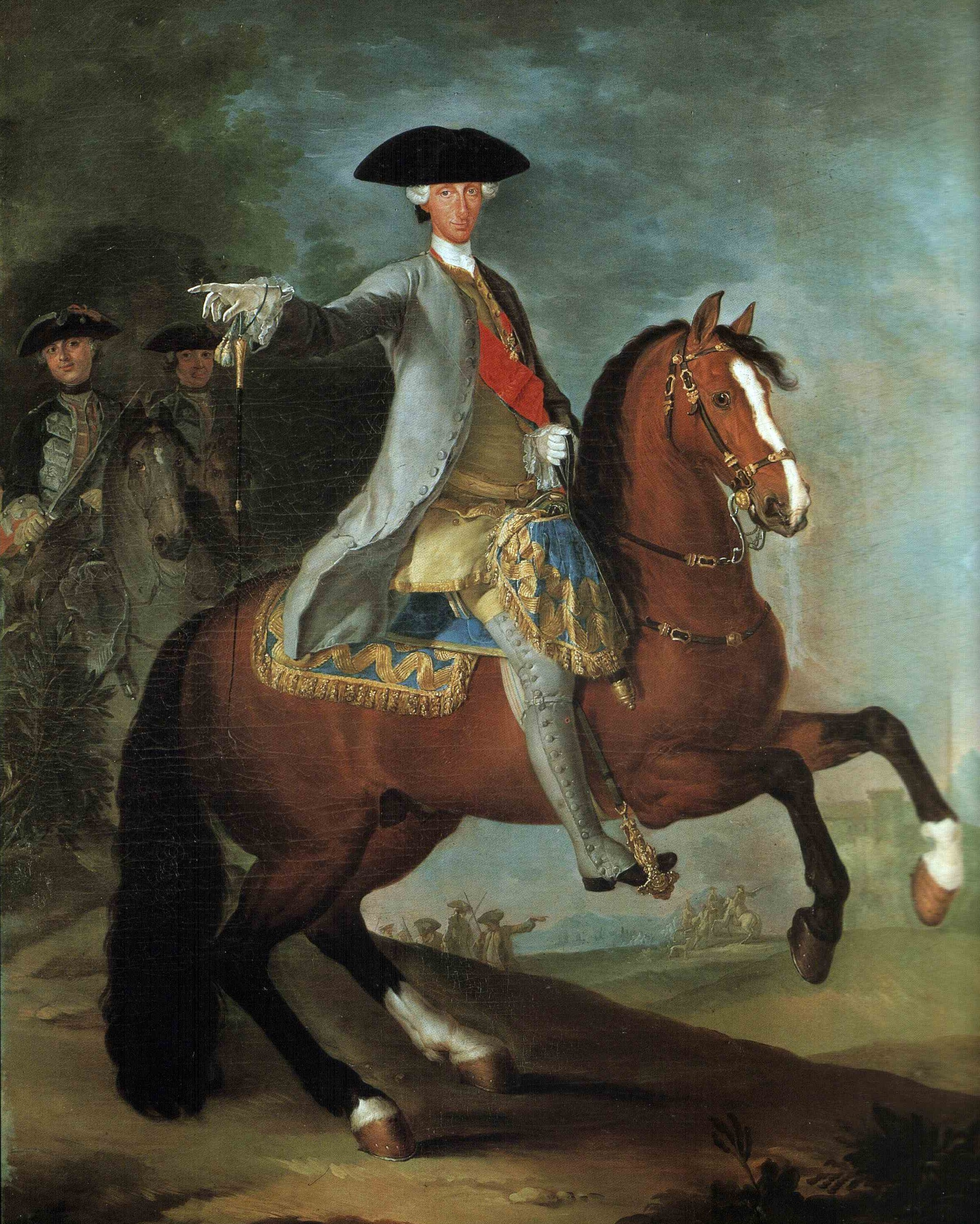
Karl von Bourbon, König von Neapel und Sizilien, später auch Spanien, Gemälde von Francesco Liani, circa 1750, Museo di Capodimonte, Neapel
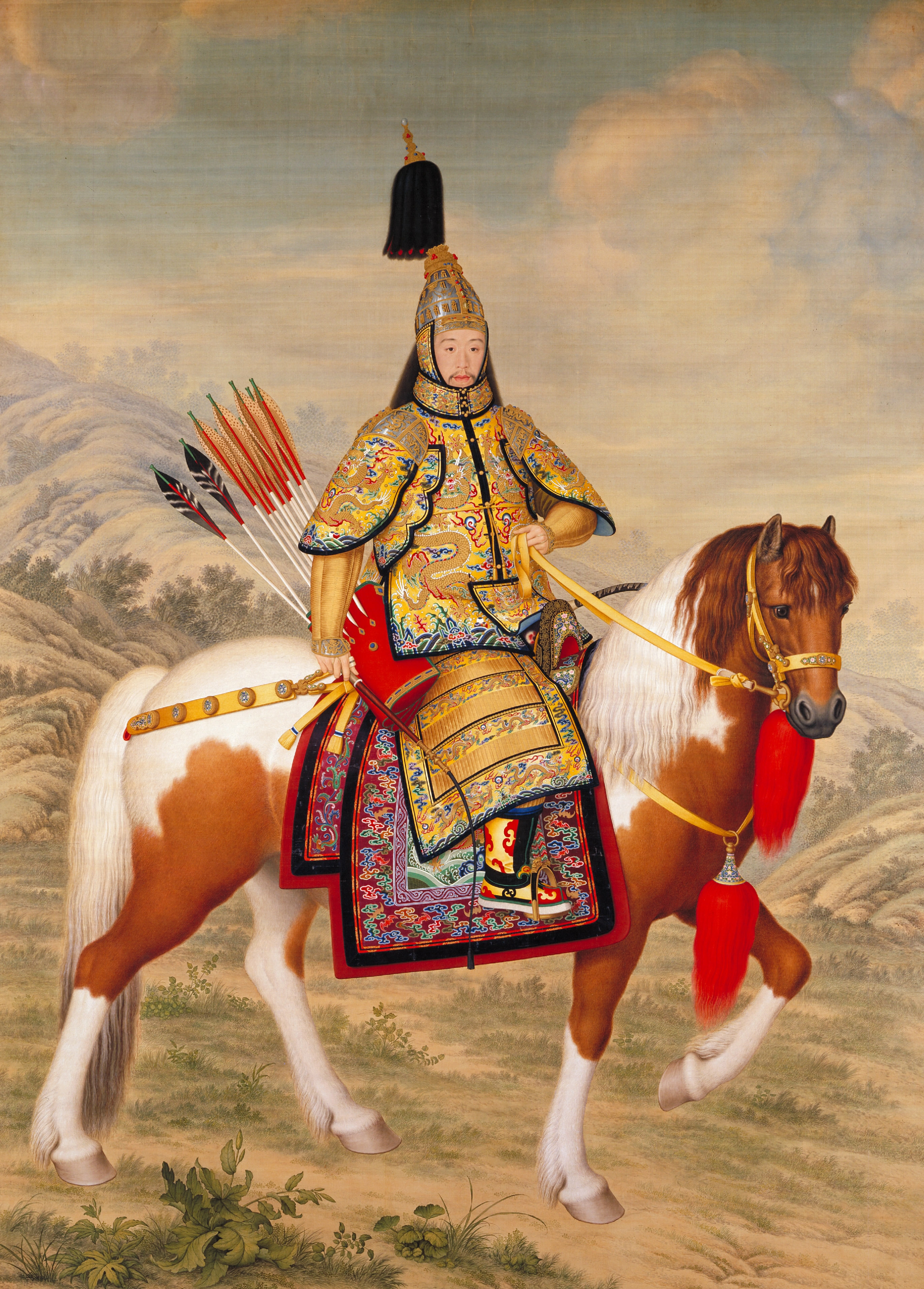
Der Qianlong-Kaiser zu Pferd, Giuseppe Castiglione 1758, Nationales Palastmuseum, Taipeh, Taiwan
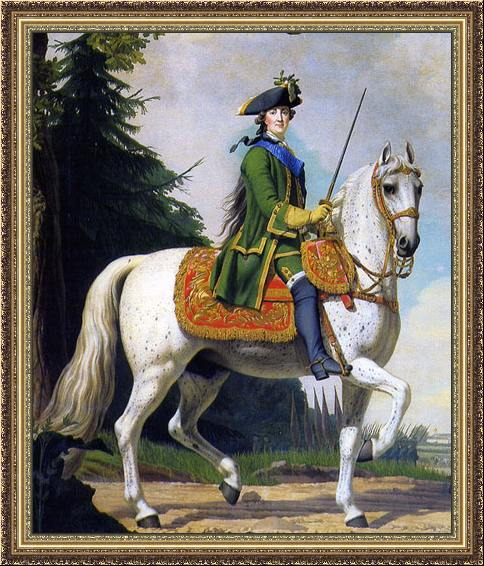
Katharina die Große in der Uniform der Leibgarde, Gemälde von Vigilius Eriksen 1762, Schloss Peterhof, Petergof, Russland
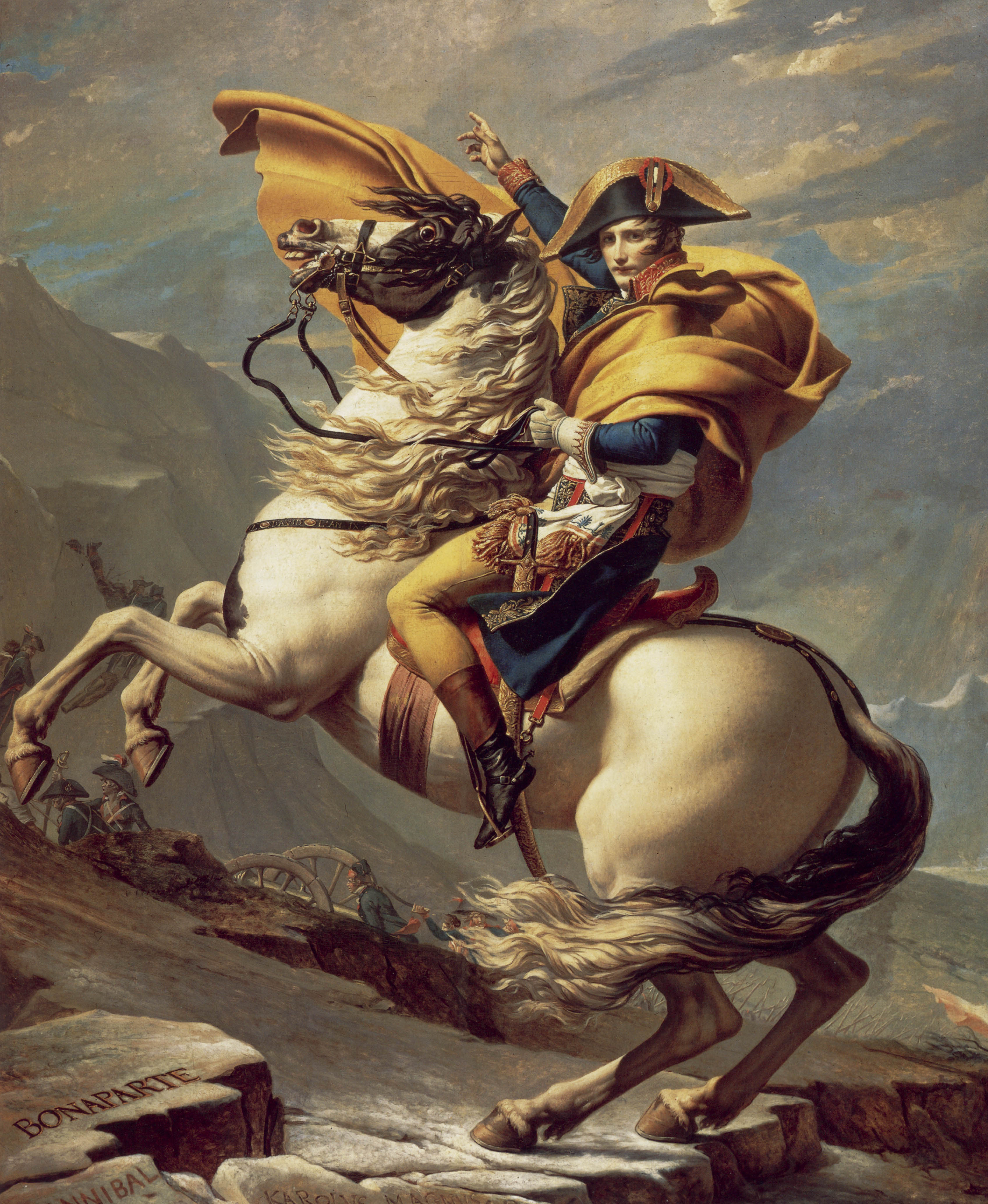
Napoleon Bonaparte am Großen Sankt Bernhard, Öl auf Leinwand von Jacques-Louis David, 1800, Schloss Malmaison, Rueil-Malmaison bei Paris
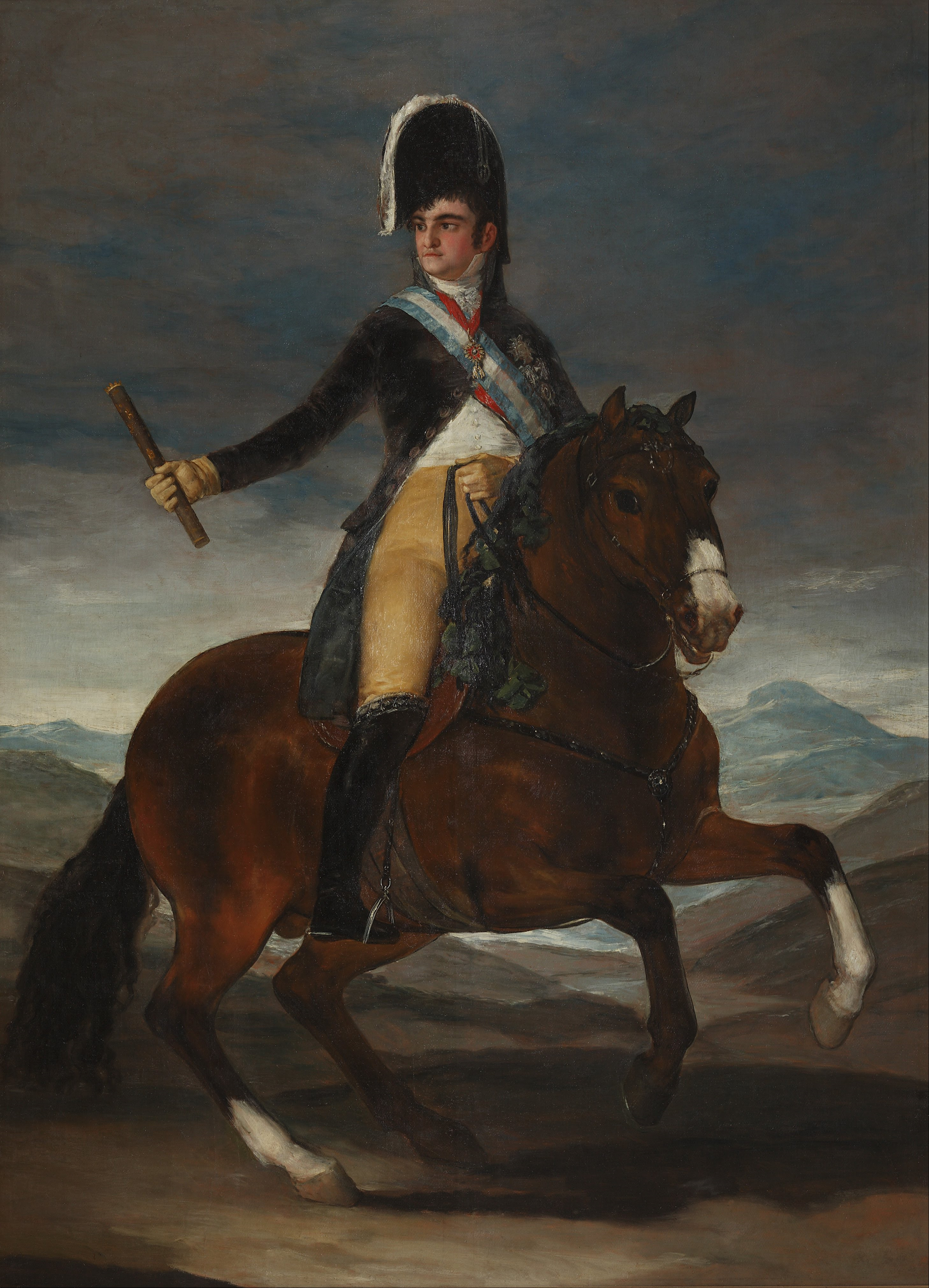
König Ferdinand VII., Gemälde von Francisco de Goya 1808, Real Academia de Bellas Artes de San Fernando, Madrid
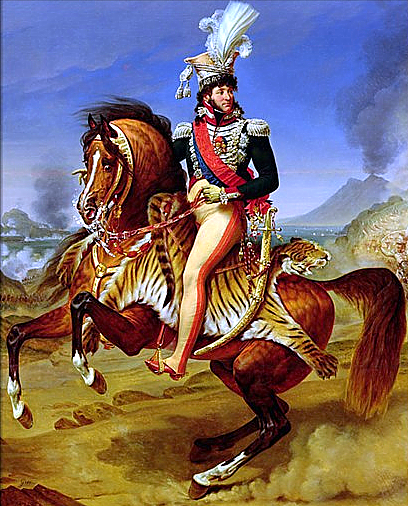
Joachim Murat, König von Neapel, Gemälde von Antoine-Jean Gros, 1812, Musée du Louvre, Paris
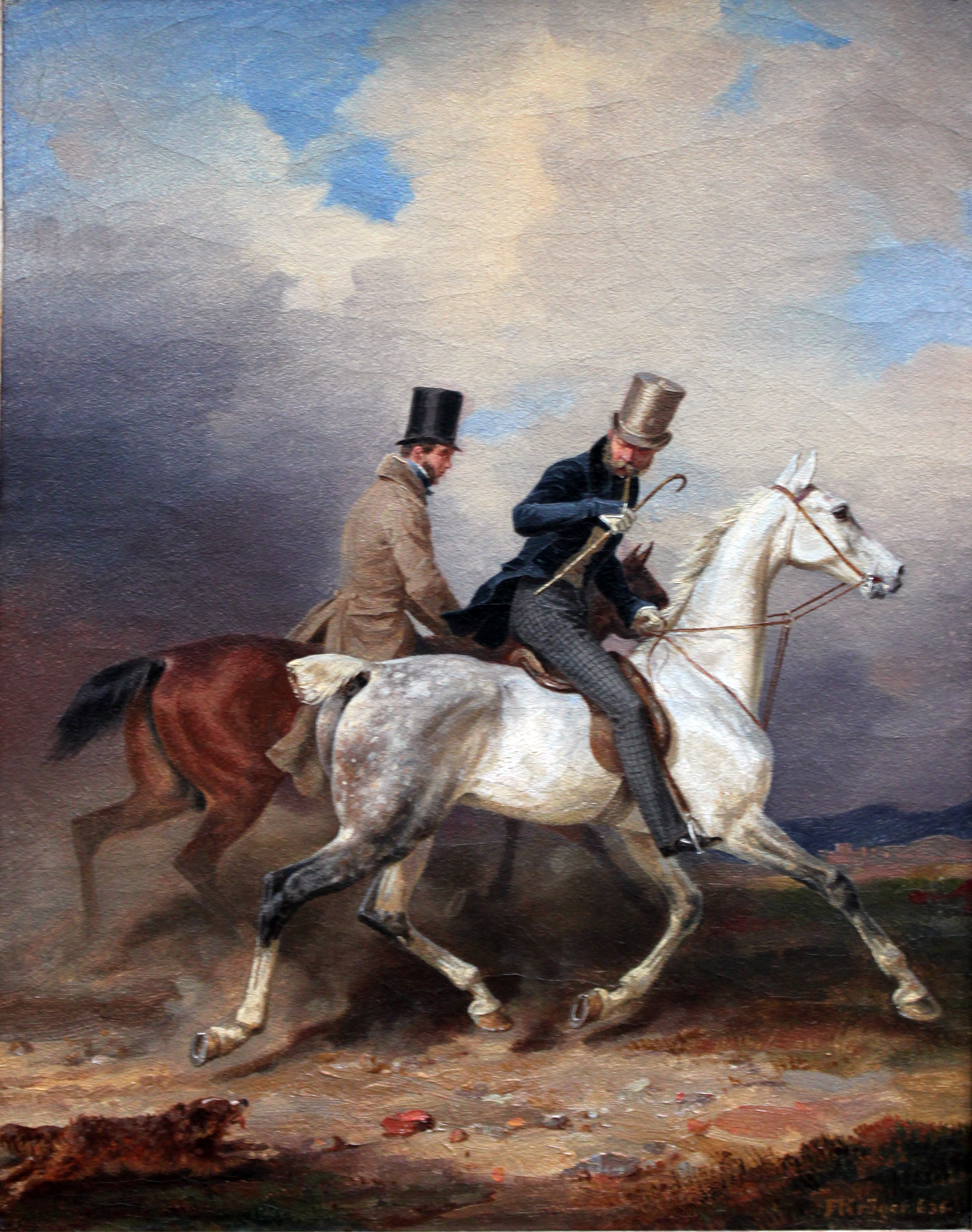
Ausritt des Prinzen Wilhelm von Preußen in Begleitung des Malers, Gemälde von Franz Krüger, 1836, Alte Nationalgalerie, Berlin
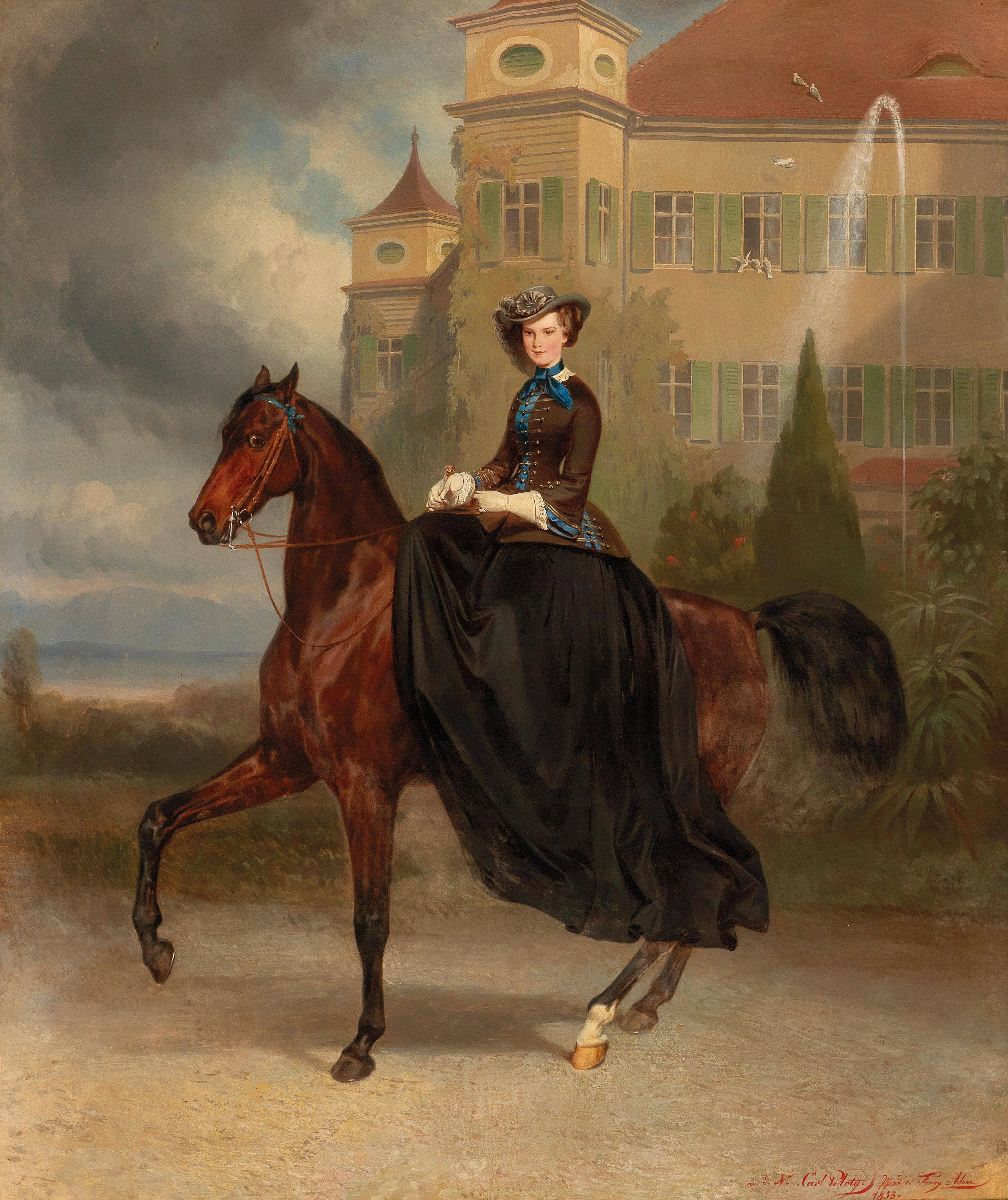
Elisabeth in Bayern zu Pferde, Franz Adam und Carl Theodor von Piloty, 1853
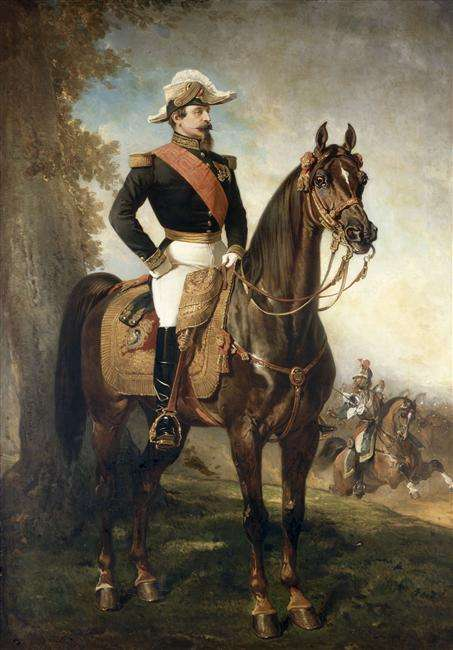
Reiterbildnis des Kaisers Napoleon III., Gemälde von Alfred Dedreux, 1858, Musée de l’Armée, Paris
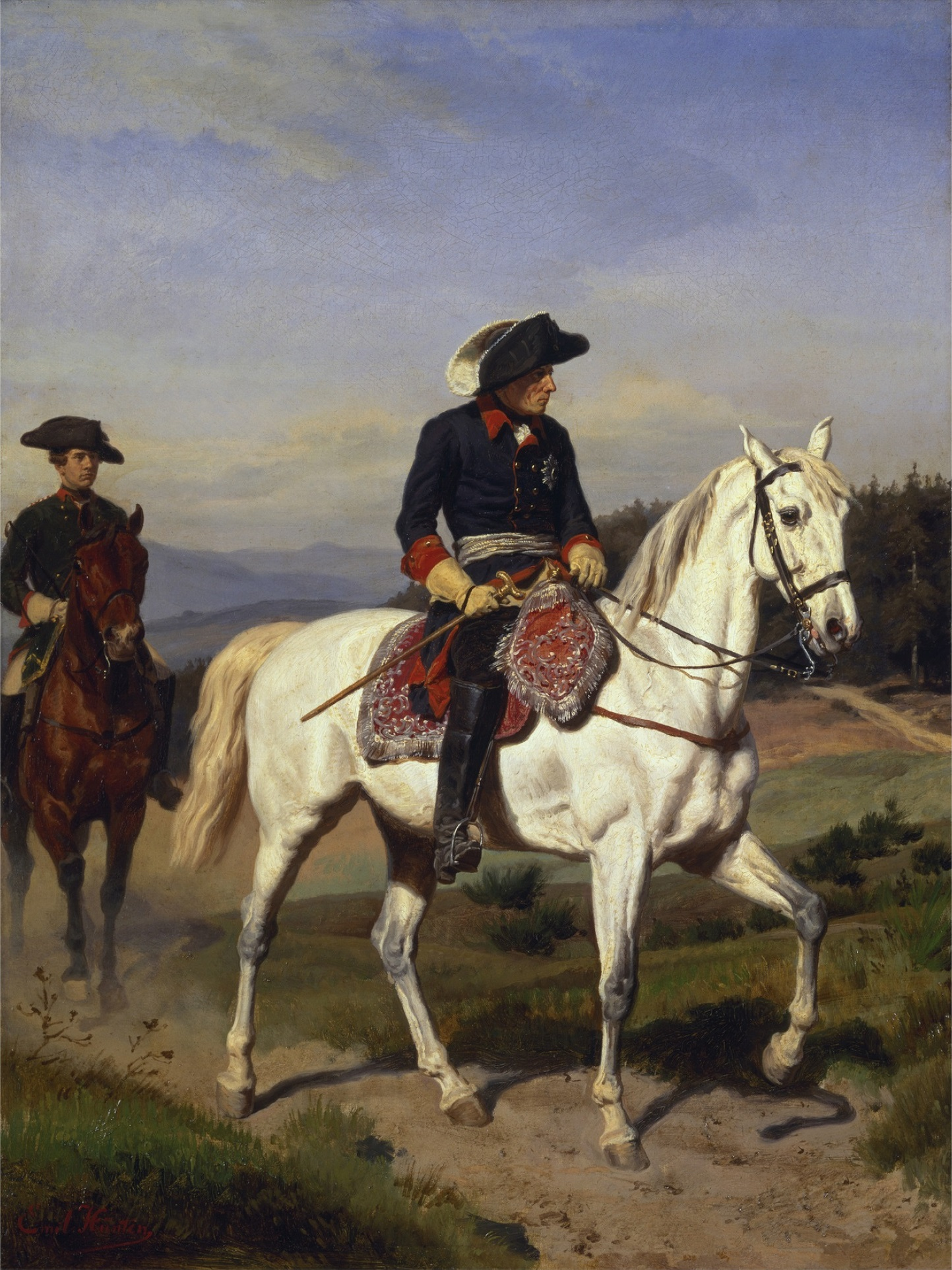
Friedrich der Große vor Schweidnitz, Gemälde von Emil Hünten, 1865, Galerie J. H. Bauer, Hannover

Für den deutschen Sprachraum können unter anderem die Künstler Nikolaus Prugger (* ca. 1620–1694), Franz Krüger (1797–1857) Theodor Schloepke (1812–1878), Emil Hünten (1827–1902), Werner Schuch (1843–1918) und Gustav Adolf Closs (1864–1938) genannt werden. Der berühmte Pferdemaler Franz Adam (1815–1886) und der Historienmaler Carl Theodor von Piloty (1826–1886) schufen 1853 in einer Gemeinschaftsarbeit das Bild der jungen Herzogin Elisabeth in Bayern. Es zeigt sie vor dem Schloss Possenhofen, dem Sommersitz ihrer Eltern am Starnberger See. Das Gemälde der passionierten Reiterin hing als Verlobungsgeschenk im Schlafzimmer des Kaisers Franz Josef in der Wiener Hofburg. Auch der österreichische Maler Wilhelm Richter war bekannt für Reiterporträts, die jedoch den Porträtierten eher in einer Jagd- und Sportsituation zeigen sollen.

## 20. Jahrhundert
Mit der zunehmenden Ersetzung des Pferdes durch Maschinen und Automobile, dem Sturz vieler Monarchien sowie dem Siegeszug der Fotografie trat auch der Charakter des Reiterporträts als Status- und Machtsymbol im 20. Jahrhundert gänzlich in den Hintergrund. Dennoch ist gerade noch zu Anfang des 20. Jahrhunderts ein sehr bemerkenswertes Kunstwerk aus dem Genre der Reiterbildnisse zu nennen. Der 1907 in Dresden in seiner heutigen Form zum Abschluss gebrachte Fürstenzug als 102 Meter langes Wandbild aus Meißner Porzellankacheln zeigt 35 Reiterporträts der Herrscher des Fürstenhauses Wettin.